# William Innes Homer

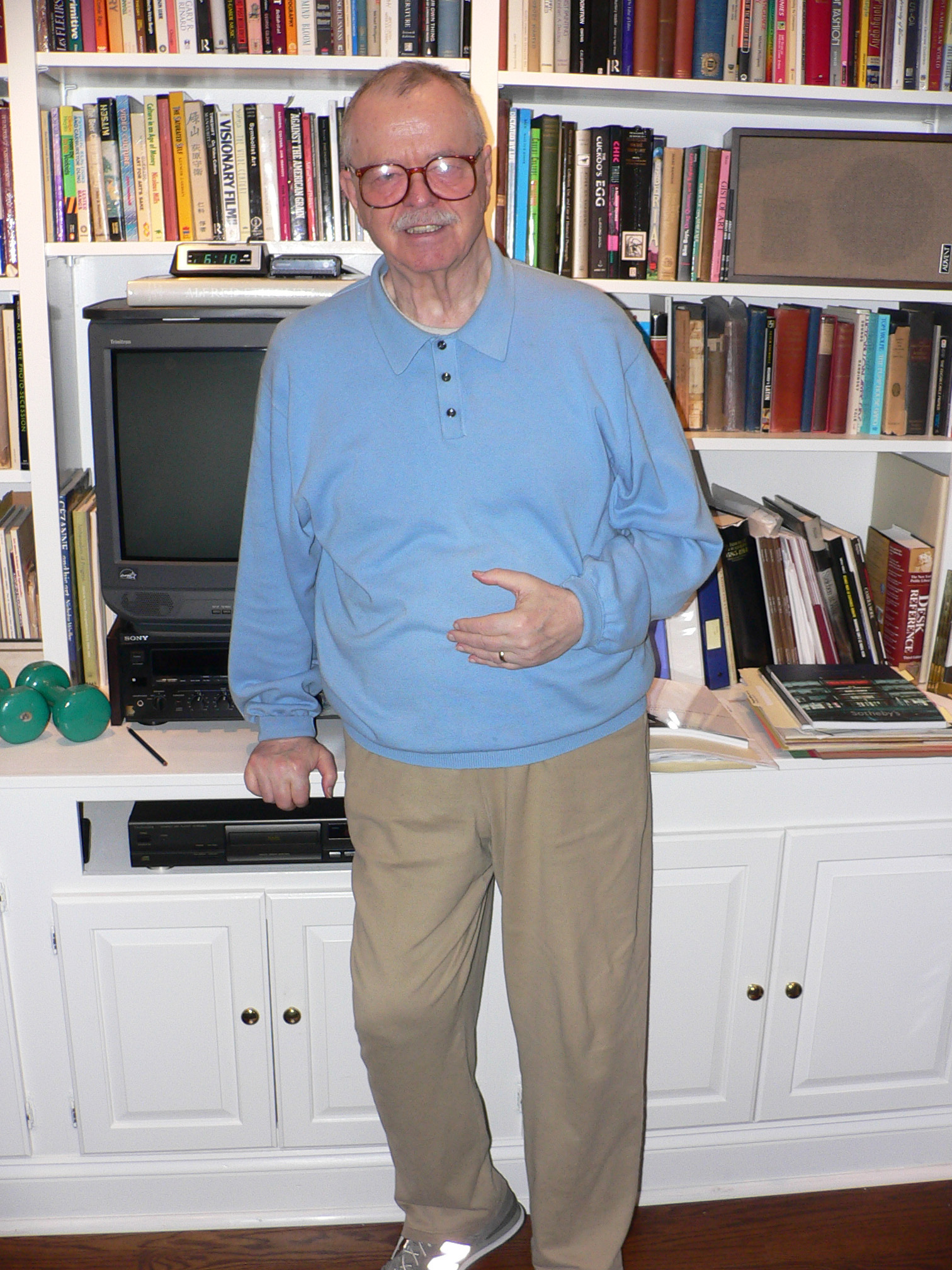
William Innes Homer (2010)

William Innes Homer (* 8. November 1929 in Merion (Pennsylvania); † 8. Juli 2012 in Greenville, Delaware) war ein amerikanischer Akademiker, Kunsthistoriker und Autor. Homer war Experte für das Leben und Werk von Thomas Eakins.

## Akademische Karriere
Homer erlangte 1951 den Titel eines B.A. an der Princeton University.  An der Harvard University erreichte Homer 1954 seinen M.A. und 1961 den Ph.D. 1961 wurde Homer Assistenz-Professor im Art and Archaeology Department von Princeton. 1964 wurde er associate professor of Art History an der Cornell University.  1966 kam Homer an die University of Delaware, wo er Chairman des Art History Department wurde und bis 1981 blieb. Eine weitere Amtszeit dauerte von 1986 bis 1993. Zwischen 1984 und 1999 war er H. Rodney Sharp Professor of Art History und verließ im Januar 2000 nach seiner Emeritierung die Fakultät. Auch im Ruhestand blieb er weiterhin wissenschaftlich aktiv.
Homer verfasste zahlreiche Bücher und Artikel, darunter Alfred Stieglitz and the American Avant-Garde, Albert Pinkham Ryder: Painter of Dreams, Thomas Eakins: His Life and Art und The Paris Letters of Thomas Eakins. Er beriet auch verschiedene Ausstellungen und Filmprojekte.